# 148
148（百四十八、ひゃくよんじゅうはち）は自然数、また整数において、147の次で149の前の数である。

## 性質
- 148は合成数であり、約数は 1, 2, 4, 37, 74 と 148 である。
  - 約数の和は266。
- 1/148 = 0.00675… (下線部は循環節で長さは3)
  - 逆数が循環小数になる数で循環節が3になる8番目の数である。1つ前は135、次は185。(オンライン整数列大辞典の数列 A069105)
- 8番目の七角数である。1つ前は112、次は189。
- 各位の和が13になる8番目の数である。1つ前は139、次は157。
- 各位の平方和が平方数になる25番目の数である。1つ前は122、次は184。(オンライン整数列大辞典の数列 A175396)
12 + 42 + 82 = 81 = 92
- 各位の立方和が577になる最小の数である。次は184。(オンライン整数列大辞典の数列 A055012)
  - 各位の立方和が n になる最小の数である。1つ前の576は48、次の578は1148。(オンライン整数列大辞典の数列 A165370)
- 148 = 22 + 122
  - 異なる2つの平方数の和で表せる44番目の数である。1つ前は146、次は149。(オンライン整数列大辞典の数列 A004431)
- 148 = 22 × 37
  - 2つの異なる素因数の積で p2 × q の形で表せる20番目の数である。1つ前は147、次は153。(オンライン整数列大辞典の数列 A054753)
- 148 = 28 + 120
  - 数列 2n−1(2n − 1) において隣りあう2項の和とみたとき1つ前は34、次は616。(オンライン整数列大辞典の数列 A080960)
- それぞれの桁の昇順の自然数乗と降順の自然数乗がどちらも平方数になる8番目の数である。1つ前は100、次は400。(オンライン整数列大辞典の数列 A178360)
例．148 → 11 + 42 + 83 = 529 = 232 、13 + 42 +81 = 25 = 52
- n = 148 のとき n と n − 1 を並べた数を作ると素数になる。n と n − 1 を並べた数が素数になる17番目の数である。1つ前は124、次は154。(オンライン整数列大辞典の数列 A054211)

## その他148に関連すること
- 西暦148年
- 第148代ローマ教皇は、グレゴリウス6世（在位：1045年5月1日～1046年12月20日）である。
- 5月28日は、1月1日から数えて148日目に当てはまる。
- 148 × 103 光年の彼方のイスカンダルへ放射能除去装置コスモクリーナーDを求めて宇宙戦艦ヤマトは旅立つ。
- 軽自動車の規格の一つとして、ボディの全幅は148センチメートル(1480mm)以内と定められている。